# Ультраправые лиги
Ультраправые лиги (фр. ligues d'extreme droite) — собирательное название ряда французских ультраправых движений, выступавших против парламентаризма, которые в основном прославились парадами, уличными драками, демонстрациями и беспорядками. Термин «лига» получил распространение в 1930-х годах, чтобы отличить эти политические движения от парламентских партий. Появившись впервые в 1880-х годах и пережив второе рождение во время дела Дрейфуса, они стали обычным явлением французской политической жизни в 1920-х и 1930-х годах и, приняв активное участие в кризисе 6 февраля 1934 года, свергли второй Левый картель, левоцентристское коалиционное правительство во главе с Эдуаром Даладье.
Долгое время французские левые полагали, что эти беспорядки были попыткой государственного переворота против Французской республики. Хотя современные историки показали, что организованных планов по свержению кабинета радикал-социалистической партии Даладье не было, но широко распространённое восприятие путча и опасения захвата власти фашистскими силами следом за Италией и Германией привело к подъёму и консолидации антифашистского движения во Франции, а затем и к роспуску этих лиг в 1936 году левым правительством Народного фронта во главе с Леоном Блюмом.

## Появление лиг
Первые лиги появляются в 1880-х годах как реакция французского общества на унизительное поражение во Франко-прусской войне, в частности, Лига патриотов, основанная в 1882 году с целью подготовки ко взятию реванша. Военная тревога 1886—1887 годов, связанная с мелким инцидентом на франко-германской границе, вызвала во Франции всплеск реваншистских и милитаристских настроений, на почве которых и выросло националистическое движение буланжистов, названное в честь лидера, генерала Жоржа Буланже. Примкнув к нему, Лигу патриотов, первоначально созданная как беспартийное движение и состоявшая из умеренных республиканцев (таких как Виктор Гюго) скатилась к ревизионизму (то есть желанию реформировать конституционные законы 1875 года), спровоцировав создание Патриотического союза Франции, объединившего реваншистов, выступавших за парламентаризм. Бегство Буланже весной 1889 года привело к спаду буланжистского движения и к роспуску Лиги патриотов.
Второе рождение ультраправые лиги пережили во время Дела Дрейфуса когда были возрождены Лига патриотов и Национальная антисемитская лига Франции, а также созданы Лига французского отечества, в которой приняли участие ряд ведущих писателей, художников, учёных и представителей интеллигенции, придерживающихся правых взглядов, и монархическое Французское действие.
Третий этап в истории французских ультраправых лиг начался после Первой мировой войны, когда многие из них представляли собой объединения ветеранов Великой войны, в основном последователей лозунга «никогда больше!». Кроме того, для ультраправых лиг межвоенного периода актуальными были идеи борьбы с главным врагом (левыми), а также с «московскими» коммунистами и парламентским режимом.
Несколько факторов объясняют расцвет и успех этих организаций: преобразования в обществе, разочарование и негодование ветеранов, страх, спровоцированный ростом популярности социалистов и коммунистов, ксенофобские настроения, всё это создавало питательную почву для появления и роста движений людей, которые не смогли найти свое место в традиционных французских политических партиях.
В конце 1926 года Дикастерия доктрины веры Римской курии официально осудила некоторые произведения Шарля Морраса и ежедневной газеты L’Action française, тем самым побудив многих католиков отказаться от поддержки «Французского действия».

## Значимые лиги
Ультраправые лиги во Франции характеризовались националистическими, милитаристскими, антисемитскими, антипарламентаристскими и антикоммунистическими взглядами. Вдобавок — и особенно в 1930-х годах — они часто брали за образец чернорубашечников Бенито Муссолини, переняв их военизированный стиль — с униформой, демонстрацией своей физической мощи, постановочными церемониями и парадами.
Самые известные ультраправые лиги:
- Лига патриотов (фр. Ligue des Patriotes; 1882—1939) — одно из первых массовых движений французских националистов. Было основано поэтом Полем Деруледом, историком Анри Мартеном и политиком-республиканцем Феликсом Фором для пропаганды идеи реванша и возвращения Эльзаса-Лотарингии; ставило целью «развитие физических и моральных сил нации», прежде всего в интересах победоносной войны против Германии. Распущенная в марте 1889 года, лига возродилась в 1897 году на волне милитаризма и патриотизма после Дела Дрейфуса и быстро выродилась в ультраправую, антисемитскую и антигерманскую организацию, выступавшую против парламентской республики.
- Национальная антисемитская лига Франции[фр.] (фр. Ligue antisémitique de France; 1889—1892) — была основана публицистом Эдуаром Дрюмоном и историком и критиком Жаком де Бье[фр.]. Просуществовав недолго, была воссоздана в 1897 году журналистом и антидрейфусаром Жюлем Гереном[фр.] как антисемитская и антимасонская организация[фр.].
- Лига французского отечества (фр. Ligue de la patrie française; 1898—1904) — создана во время процесса по «делу Дрейфуса», как ответ на созданную французскими левыми интеллектуалами Лигу прав человека[фр.] с целью объединить и организовать разнородные антидрейфусарские силы. Главными идеологами Лиги являлись писатель Морис Баррес и литературный критик Жюль Леметр.
- Французское действие (фр. Action française; 1899—1936) — основано в разгар дела Дрейфуса журналистами и издателями Анри Вожуа[фр.] и Морисом Пужо[фр.] с целью проведения интеллектуальной реформы национализма. Первоначально сформированное антидрейфусаровскими республикански настроенными националистами, движение быстро стало роялистским под влиянием публициста, критика и поэта Шарля Морраса и его доктрины интегрального национализма. До роспуска в 1936 году было одним из самых массовых и влиятельных ультраправых организаций в стране.
- «Королевские газетчики» (фр. Camelots du Roi; 1908—1936) — молодёжная организация при крайне правом роялистском и интегралистском движении Французское действие. Наиболее известно своим активным участием в демонстрациях правых во Франции в 1920-х и 1930-х годах, в том числе участием в февральских беспорядках 1934 года.
- Антииудео-масонская лига (фр. Ligue anti-judéo-maçonnique; 1913—?) — основана в 8-м округе Парижа епископом Эрнестом Жуэном[англ.][5], издавала Revue internationale des sociétés secrètes. Некоторые из членов лиги позднее сотрудничали с режимом Виши.
- Легион (фр. La Légion; 1924—1925) — националистическая, антипарламентская и патриархалистская организация, созданная католическим писателем и ветераном Антуаном Редье. Через год объединилась с Патриотической молодежью.
- «Патриотическая молодёжь» (фр. Jeunesses Patriotes; 1924—1936) — основана депутатом-бонапартистом Пьером Теттенже как часть Лиги патриотов, от которой отделилась в 1926 году. Объединяла в основном студентов университетов и финансировалась промышленниками. Выступала за усиление исполнительной власти и в «защиту институтов от левого крыла». Широкий резонанс имело уличное столкновение с коммунистами в апреле 1925 года.
- Национальная католическая федерация[фр.] (фр. Fédération nationale catholique; 1924—1944) — основана генералом Эдуар де Кастельно для защиты католической церкви от антирелигиозной политики правящего Левого картеля.
- Фэсо[фр.] (фр. Le Faisceau; 1925—1928) — фашистская партия, основанная Жоржем Валуа. Позаимствовав название у итальянских фашистов, Фесо утверждала, что синтезирует социализм и национализм, лежащий в основе национал-социалистической идеологии. Партия достигла своего пика в 1926 году, когда насчитывала 25 000 членов[6], «синих рубашек» (по образцу чернорубашечников в Италии), прежде чем распалась из-за внутренних споров. Враждовала с Аксьон франсез.
- «Огненные кресты» (фр. Les Croix de Feu; 1927—1936) — военизированная националистическая организация, основанная как ассоциация фронтовиков, награждённых боевыми орденами, ветераном Первой мировой войны лейтенантом Морисом д’Артой, будущим известным писателем, при финансовой поддержке парфюмерного фабриканта Франсуа Коти. В 1932 году организацию возглавил полковник Франсуа де ля Рок, под руководством которого она превратилась в массовое правоконсервативное движение, выступавшее за авторитарную перестройку государственной системы и социальные реформы в русле корпоративизма и патернализма. Члены движения активно участвовали в уличных беспорядках 6 февраля 1934 года. В то же время де ля Рок, выступая под лозунгами порядка и стабильности, дистанцировался от фашистского путча, в результате лишившись поддержки среди крайне правых. Распущенная в 1936 году правительством Народного фронта организация в том же году преобразовалась в христианско-демократическую Французскую социальную партию, которая прекратила существование во время Второй мировой войны 1939—45[7]. Во время Второй мировой войны Ла Рок присоединился к французскому Сопротивлению.
- Франко-католическая лига[фр.] (фр. Ligue franc-catholique; 1927—?) — основана каноником Шеффером для замены Антииудео-масонской лиги[5], став новым издателем Revue internationale des sociétés secrètes.
- Крестьянские комитеты защиты[фр.] (фр. Comités de défense paysanne; 1929—1939), также известные как «Зелёные рубашки» (фр. Chemises Vertes)[8] — аграрно-фашистская организация, основанная ярым защитником сельского хозяйства, профсоюзным деятелем Анри Доржером[фр.]. Антипарламентарная и ксенофобская группа, выступавшая против засилья государства и государственных служащих. Избежала роспуска в 1936 году.
- «Французская солидарность» (фр. Solidarité française; 1933—1939) — протестное движение, появившееся в результате разочарования многих французов политиками из-за Великой депрессии. Создателем и лидером до своей смерти в 1934 году был парфюмер-промышленник Франсуа Коти, его сменил отставной офицер и писатель Жан Рено. Со временем радикализировалось, склонившись в сторону итальянского фашизма и корпоративизма. После роспуска ультраправых лиг преобразована в партию.
- Лига глав секций[фр.] (фр. Ligue des chefs de section; 1919—1934) — организация ветеранов-националистов. После 6 февраля 1934 года присоединилась к Национальному фронту, созданному «Патриотической молодёжью» и «Французской солидарностью».
- Франсистское движение (фр. Mouvement Franciste; 1933—1944) — основано Марселем Бюкаром, бывшим секретарём Франсуа Коти. Частично финансируемое Муссолини, оно было распущено в 1936 году правительством Народного фронта, но вновь появилось в 1941 году при режиме Виши. Его члены были одними из самых активных пособников нацистов.

## Роспуск лиг
События 6 февраля 1934 года в Париже, одно из важнейших событий в истории Третьей республики, стали пиком влияния ультраправых лиг. Антипарламентские уличные протесты, переросшие в мятеж, привели к человеческим жертвам (несколько десятков погибших и несколько тысяч раненных — точные данные неизвестны) и к падению недавно сформированного правительства, несмотря на популярность его главы, Эдуара Даладье. Новый кабинет сформировал французский политик и экс-президент Республики Гастон Думерг.
Одним из последствий мятежа стали раскол и противостояние между «антифашистами» и «антикоммунистами», что поляризовало политическую жизнь Франции. Произошла консолидация под антифашистскими лозунгами левых сил, социалистов, коммунистов, радикалов, республиканцев-социалистов и профсоюзных активистов, что привело к созданию широкой коалиции, названной Народный фронт и победившей на выборах 1936 года.
6 декабря 1935 года правительство Пьера Лаваля объявило вне закона военизированные организации, а уже 10 января 1936 года был принят закон о ополченцах и боевых группах, который ограничивал право на объединение (вытекающее из закона 1901 года об ассоциациях), если эти группы организовывали вооружённые демонстрации на улицах, если они представляли военизированный или ополченческий аспект или если они пытались свергнуть республику или угрожали целостности национальной территории. Однако закон от 10 января 1936 года был реализован лишь частично, и только монархистское «Французское действие» было распущено в результате принятия закона 13 февраля 1936 года.
12 января 1936 года Народный фронт включил роспуск лиг в свою предвыборную программу. Это предложение было реализовано после выборов в мае 1936 года, которые привели к власти Леона Блюма. 27 мая 1936 года журналист и профсоюзный деятель, радикальный социалист Марсо Пивер публично призвал к роспуску лиг в газете Le Populaire.
19 июня 1936 года президент Альбер Лебрен по инициативе министра внутренних дел Роже Саленгро подписать указ, запрещающий лиги, которые вскоре были распущены (в их число входили «Огненные кресты», «Французская солидарность», «Молодое Отечество» и франсисты). Инициатива Саленгро привела к тому, что крайне правая газета Gringoire (выходившая в то время тиражом 500 000 номеров в неделю) начала против него клеветническую кампанию, подхваченную другими правыми изданиями, что в конечном итоге привело к самоубийству Саленгро 18 ноября 1936 года.